# Jamie Murray
Jamie Murray, właśc. James Robert Murray (ur. 13 lutego 1986 w Dunblane) – szkocki tenisista, zdobywca Pucharu Davisa 2015 z reprezentacją Wielkiej Brytanii , mistrz Wimbledonu 2007, 2017 oraz US Open 2017, 2018 i 2019 w grze mieszanej, mistrz Australian Open 2016 oraz US Open 2016 w grze podwójnej, lider rankingu ATP deblistów, olimpijczyk.
Jamie Murray jest starszym bratem Andy’ego – również tenisisty, zwycięzcy singlowych turniejów wielkoszlemowych oraz medalisty igrzysk olimpijskich.

## Kariera tenisowa
Karierę tenisową Murray rozpoczął w 2004, skupiając swoje umiejętności na grze podwójnej.
W grze podwójnej jest mistrzem 34 turniejów zaliczanych do cyklu ATP Tour oraz przegrał w 31 finałach. W sezonie 2016 wygrał Australian Open i US Open, partnerując Bruno Soaresowi. W 2015 roku został pokonany w finałach Wimbledonu i US Open, grając wspólnie z Johnem Peersem, a w 2021 roku osiągnął finał US Open razem z Soaresem.
Murray 8-krotnie awansował do finału zawodów Wielkiego Szlema w mikście, odnosząc 5 triumfów.
W kwietniu 2007 Murray zadebiutował w reprezentacji brytyjskiej w Pucharze Davisa. Powołany na mecz z Holendrami, zdobył punkt w deblu razem z Gregiem Rusedskim, który po tym meczu ogłosił zakończenie kariery sportowej. Murray rozegrał także przegrany pojedynek singlowy, ale nie miało to znaczenia dla końcowego rezultatu spotkania, korzystnego dla Brytyjczyków. W 2015 roku zdobył razem z reprezentacją trofeum po pokonaniu w finale 3:1 Belgii. Murray, wspólnie ze swoim bratem Andym Murrayem, wywalczyli punkt deblowy po wygranej w czterech setach z parą Steve Darcis–David Goffin.
Najwyżej sklasyfikowany w zestawieniu deblistów był na 1. miejscu (4 kwietnia 2016). Na szczycie listy znajdował się łącznie przez 9 tygodni.

### Finały w turniejach ATP Tour
| Legenda                                      |
| -------------------------------------------- |
| Wielki Szlem                                 |
| Igrzyska olimpijskie                         |
| Tennis Masters Cup / ATP Finals              |
| ATP Masters Series / ATP Tour Masters 1000   |
| ATP International Series Gold / ATP Tour 500 |
| ATP International Series / ATP Tour 250      |

#### Gra podwójna (34–31)
| Końcowy wynik | Nr  | Data                 | Turniej                    | Nawierzchnia  | Partner       | Przeciwnicy                                | Wynik finału       |
| ------------- | --- | -------------------- | -------------------------- | ------------- | ------------- | ------------------------------------------ | ------------------ |
| Finalista     | 1.  | 30 lipca 2006        | Los Angeles                | Twarda        | Eric Butorac  | Bob Bryan Mike Bryan                       | 2:6, 4:6           |
| Finalista     | 2.  | 1 października 2006  | Bangkok                    | Twarda (hala) | Andy Murray   | Jonatan Erlich Andy Ram                    | 2:6, 6:2, 4–10     |
| Zwycięzca     | 1.  | 18 lutego 2007       | San José                   | Twarda (hala) | Eric Butorac  | Chris Haggard Rainer Schüttler             | 7:5, 7:6(6)        |
| Zwycięzca     | 2.  | 25 lutego 2007       | Memphis                    | Twarda (hala) | Eric Butorac  | Julian Knowle Jürgen Melzer                | 7:5, 6:3           |
| Zwycięzca     | 3.  | 23 czerwca 2007      | Nottingham                 | Trawiasta     | Eric Butorac  | Joshua Goodall Ross Hutchins               | 4:6, 6:3, 10–5     |
| Zwycięzca     | 4.  | 17 lutego 2008       | Delray Beach               | Twarda        | Maks Mirny    | Bob Bryan Mike Bryan                       | 6:4, 3:6, 10–6     |
| Finalista     | 3.  | 20 kwietnia 2008     | Estoril                    | Ceglana       | Kevin Ullyett | Jeff Coetzee Wesley Moodie                 | 2:6, 6:4, 8–10     |
| Finalista     | 4.  | 22 czerwca 2008      | Nottingham                 | Trawiasta     | Jeff Coetzee  | Bruno Soares Kevin Ullyett                 | 2:6, 6:7(5)        |
| Zwycięzca     | 5.  | 7 listopada 2010     | Walencja                   | Twarda (hala) | Andy Murray   | Mahesh Bhupathi Maks Mirny                 | 7:6(8), 5:7, 10–7  |
| Zwycięzca     | 6.  | 25 września 2011     | Metz                       | Twarda (hala) | André Sá      | Lukáš Dlouhý Marcelo Melo                  | 6:4, 7:6(7)        |
| Zwycięzca     | 7.  | 9 października 2011  | Tokio                      | Twarda        | Andy Murray   | František Čermák Filip Polášek             | 6:1, 6:4           |
| Finalista     | 5.  | 5 lutego 2012        | Montpellier                | Twarda (hala) | Paul Hanley   | Nicolas Mahut Édouard Roger-Vasselin       | 4:6, 6:7(4)        |
| Zwycięzca     | 8.  | 14 kwietnia 2013     | Houston                    | Ceglana       | John Peers    | Bob Bryan Mike Bryan                       | 1:6, 7:6(3), 12–10 |
| Zwycięzca     | 9.  | 28 lipca 2013        | Gstaad                     | Ceglana       | John Peers    | Pablo Andújar Guillermo García-López       | 6:3, 6:4           |
| Zwycięzca     | 10. | 29 września 2013     | Bangkok                    | Twarda (hala) | John Peers    | Tomasz Bednarek Johan Brunström            | 6:3, 3:6, 10–6     |
| Finalista     | 6.  | 6 października 2013  | Tokio                      | Twarda        | John Peers    | Rohan Bopanna Édouard Roger-Vasselin       | 6:7(5), 4:6        |
| Zwycięzca     | 11. | 4 maja 2014          | Monachium                  | Ceglana       | John Peers    | Colin Fleming Ross Hutchins                | 6:4, 6:2           |
| Finalista     | 7.  | 15 czerwca 2014      | Londyn                     | Trawiasta     | John Peers    | Alexander Peya Bruno Soares                | 6:4, 6:7(4), 4–10  |
| Finalista     | 8.  | 23 sierpnia 2014     | Winston-Salem              | Twarda        | John Peers    | Juan Sebastián Cabal Robert Farah          | 3:6, 4:6           |
| Finalista     | 9.  | 28 września 2014     | Kuala Lumpur               | Twarda (hala) | John Peers    | Marcin Matkowski Leander Paes              | 6:3, 6:7(5), 5–10  |
| Zwycięzca     | 12. | 11 stycznia 2015     | Brisbane                   | Twarda        | John Peers    | Ołeksandr Dołhopołow Kei Nishikori         | 6:3, 7:6(4)        |
| Finalista     | 10. | 15 lutego 2015       | Rotterdam                  | Twarda (hala) | John Peers    | Jean-Julien Rojer Horia Tecău              | 6:3, 3:6, 8–10     |
| Finalista     | 11. | 26 kwietnia 2015     | Barcelona                  | Ceglana       | John Peers    | Marin Draganja Henri Kontinen              | 3:6, 7:6(6), 9–11  |
| Finalista     | 12. | 11 lipca 2015        | Wimbledon, Londyn          | Trawiasta     | John Peers    | Jean-Julien Rojer Horia Tecău              | 6:7(5), 4:6, 4:6   |
| Zwycięzca     | 13. | 2 sierpnia 2015      | Hamburg                    | Ceglana       | John Peers    | Juan Sebastián Cabal Robert Farah          | 2:6, 6:3, 10–8     |
| Finalista     | 13. | 12 września 2015     | US Open, Nowy Jork         | Twarda        | John Peers    | Pierre-Hugues Herbert Nicolas Mahut        | 4:6, 4:6           |
| Finalista     | 14. | 25 października 2015 | Wiedeń                     | Twarda        | John Peers    | Łukasz Kubot Marcelo Melo                  | 6:4, 6:7(3); 6–10  |
| Finalista     | 15. | 1 listopada 2015     | Bazylea                    | Twarda (hala) | John Peers    | Alexander Peya Bruno Soares                | 5:7, 5:7           |
| Zwycięzca     | 14. | 16 stycznia 2016     | Sydney                     | Twarda        | Bruno Soares  | Rohan Bopanna Florin Mergea                | 6:3, 7:6(6)        |
| Zwycięzca     | 15. | 30 stycznia 2016     | Australian Open, Melbourne | Twarda        | Bruno Soares  | Daniel Nestor Radek Štěpánek               | 2:6, 6:4, 7:5      |
| Finalista     | 16. | 18 kwietnia 2016     | Monte Carlo                | Ceglana       | Bruno Soares  | Pierre-Hugues Herbert Nicolas Mahut        | 6:4, 0:6, 6–10     |
| Finalista     | 17. | 31 lipca 2016        | Toronto                    | Twarda        | Bruno Soares  | Ivan Dodig Marcelo Melo                    | 4:6, 4:6           |
| Zwycięzca     | 16. | 10 września 2016     | US Open, Nowy Jork         | Twarda        | Bruno Soares  | Pablo Carreño-Busta Guillermo García-López | 6:2, 6:3           |
| Finalista     | 18. | 14 stycznia 2017     | Sydney                     | Twarda        | Bruno Soares  | Wesley Koolhof Matwé Middelkoop            | 3:6, 5:7           |
| Zwycięzca     | 17. | 5 marca 2017         | Acapulco                   | Twarda        | Bruno Soares  | John Isner Feliciano López                 | 6:3, 6:3           |
| Zwycięzca     | 18. | 18 czerwca 2017      | Stuttgart                  | Trawiasta     | Bruno Soares  | Oliver Marach Mate Pavić                   | 6:7(4), 7:5, 10–5  |
| Zwycięzca     | 19. | 25 czerwca 2017      | Londyn                     | Trawiasta     | Bruno Soares  | Julien Benneteau Édouard Roger-Vasselin    | 6:2, 6:3           |
| Finalista     | 19. | 20 sierpnia 2017     | Cincinnati                 | Twarda        | Bruno Soares  | Pierre-Hugues Herbert Nicolas Mahut        | 6:7(6), 4:6        |
| Finalista     | 20. | 8 października 2017  | Tokio                      | Twarda        | Bruno Soares  | Ben McLachlan Yasutaka Uchiyama            | 4:6, 6:7(1)        |
| Finalista     | 21. | 5 stycznia 2018      | Doha                       | Twarda        | Bruno Soares  | Oliver Marach Mate Pavić                   | 2:6, 6:7(6)        |
| Zwycięzca     | 20. | 3 marca 2018         | Acapulco                   | Twarda        | Bruno Soares  | Bob Bryan Mike Bryan                       | 7:6(4), 7:5        |
| Finalista     | 22. | 24 czerwca 2018      | Londyn                     | Trawiasta     | Bruno Soares  | Henri Kontinen John Peers                  | 4:6, 3:6           |
| Zwycięzca     | 21. | 5 sierpnia 2018      | Waszyngton                 | Twarda        | Bruno Soares  | Mike Bryan Édouard Roger-Vasselin          | 3:6, 6:3, 10–4     |
| Zwycięzca     | 22. | 19 sierpnia 2018     | Cincinnati                 | Twarda        | Bruno Soares  | Juan Sebastián Cabal Robert Farah          | 4:6, 6:3, 10–6     |
| Finalista     | 23. | 14 października 2018 | Szanghaj                   | Twarda        | Bruno Soares  | Łukasz Kubot Marcelo Melo                  | 4:6, 2:6           |
| Zwycięzca     | 23. | 12 stycznia 2019     | Sydney                     | Twarda        | Bruno Soares  | Juan Sebastián Cabal Robert Farah          | 6:4, 6:3           |
| Finalista     | 24. | 28 kwietnia 2019     | Barcelona                  | Ceglana       | Bruno Soares  | Juan Sebastián Cabal Robert Farah          | 4:6, 6:7(4)        |
| Finalista     | 25. | 29 sierpnia 2020     | Nowy Jork                  | Twarda        | Neal Skupski  | Pablo Carreño-Busta Alex de Minaur         | 2:6, 5:7           |
| Finalista     | 26. | 1 listopada 2020     | Wiedeń                     | Twarda (hala) | Neal Skupski  | Łukasz Kubot Marcelo Melo                  | 6:7(5), 5:7        |
| Zwycięzca     | 24. | 13 listopada 2020    | Sofia                      | Twarda (hala) | Neal Skupski  | Jürgen Melzer Édouard Roger-Vasselin       | walkower           |
| Zwycięzca     | 25. | 7 lutego 2021        | Melbourne                  | Twarda        | Bruno Soares  | Juan Sebastián Cabal Robert Farah          | 6:3, 7:6(7)        |
| Finalista     | 27. | 10 września 2021     | US Open, Nowy Jork         | Twarda        | Bruno Soares  | Rajeev Ram Joe Salisbury                   | 6:3, 2:6, 2:6      |
| Zwycięzca     | 26. | 31 października 2021 | Petersburg                 | Twarda (hala) | Bruno Soares  | Andriej Gołubiew Hugo Nys                  | 6:3, 6:4           |
| Finalista     | 28. | 20 lutego 2022       | Rio de Janeiro             | Ceglana       | Bruno Soares  | Simone Bolelli Fabio Fognini               | 5:7, 7:6(2), 6–10  |
| Zwycięzca     | 27. | 27 sierpnia 2022     | Winston-Salem              | Twarda        | Matthew Ebden | Hugo Nys Jan Zieliński                     | 6:4, 6:2           |
| Finalista     | 29. | 8 stycznia 2023      | Adelaide                   | Twarda        | Michael Venus | Lloyd Glasspool Harri Heliövaara           | 3:6, 6:7(3)        |
| Zwycięzca     | 28. | 12 lutego 2023       | Dallas                     | Twarda (hala) | Michael Venus | Nathaniel Lammons Jackson Withrow          | 1:6, 7:6(4), 10–7  |
| Zwycięzca     | 29. | 23 kwietnia 2023     | Banja Luka                 | Ceglana       | Michael Venus | Francisco Cabral Ołeksandr Nedowiesow      | 7:5, 6:2           |
| Zwycięzca     | 30. | 27 maja 2023         | Genewa                     | Ceglana       | Michael Venus | Marcel Granollers Horacio Zeballos         | 7:6(5), 7:6(3)     |
| Finalista     | 30. | 20 sierpnia 2023     | Cincinnati                 | Twarda        | Michael Venus | Máximo González Andrés Molteni             | 6:3, 1:6, 9–11     |
| Zwycięzca     | 31. | 26 września 2023     | Zhuhai                     | Twarda        | Michael Venus | Nathaniel Lammons Jackson Withrow          | 6:4, 6:4           |
| Finalista     | 31. | 22 października 2023 | Tokio                      | Twarda        | Michael Venus | Rinky Hijikata Max Purcell                 | 4:6, 1:6           |
| Zwycięzca     | 32. | 24 lutego 2024       | Doha                       | Twarda        | Michael Venus | Lorenzo Musetti Lorenzo Sonego             | 7:6(0), 2:6, 10–8  |
| Zwycięzca     | 33. | 27 października 2024 | Bazylea                    | Twarda (hala) | John Peers    | Wesley Koolhof Nikola Mektić               | 6:3, 7:5           |
| Zwycięzca     | 34. | 9 listopada 2024     | Belgrad                    | Twarda (hala) | John Peers    | Ivan Dodig Skander Mansouri                | 3:6, 7:6(5), 11–9  |

#### Gra mieszana (5–3)
| Końcowy wynik | Nr | Data            | Turniej                    | Nawierzchnia | Partnerka             | Przeciwnicy                      | Wynik finału   |
| ------------- | -- | --------------- | -------------------------- | ------------ | --------------------- | -------------------------------- | -------------- |
| Zwycięzca     | 1. | 7 lipca 2007    | Wimbledon, Londyn          | Trawiasta    | Jelena Janković       | Alicia Molik Jonas Björkman      | 6:4, 3:6, 6:1  |
| Finalista     | 1. | 3 września 2008 | US Open, Nowy Jork         | Twarda       | Liezel Huber          | Cara Black Leander Paes          | 6:7(6), 4:6    |
| Zwycięzca     | 2. | 16 lipca 2017   | Wimbledon, Londyn          | Trawiasta    | Martina Hingis        | Heather Watson Henri Kontinen    | 6:4, 6:4       |
| Zwycięzca     | 3. | 9 września 2017 | US Open, Nowy Jork         | Twarda       | Martina Hingis        | Chan Hao-ching Michael Venus     | 6:1, 4:6, 10–8 |
| Finalista     | 2. | 15 lipca 2018   | Wimbledon, Londyn          | Trawiasta    | Wiktoryja Azaranka    | Nicole Melichar Alexander Peya   | 7:6(1), 6:3    |
| Zwycięzca     | 4. | 8 września 2018 | US Open, Nowy Jork         | Twarda       | Bethanie Mattek-Sands | Alicja Rosolska Nikola Mektić    | 2:6, 6:3, 11–9 |
| Zwycięzca     | 5. | 7 września 2019 | US Open, Nowy Jork         | Twarda       | Bethanie Mattek-Sands | Chan Hao-ching Michael Venus     | 6:2, 6:3       |
| Finalista     | 3. | 1 lutego 2020   | Australian Open, Melbourne | Twarda       | Bethanie Mattek-Sands | Barbora Krejčíková Nikola Mektić | 7:5, 4:6, 1–10 |